# 1413 az irodalomban
Az 1413. év az irodalomban.

## Születések
- 1413 körül – Joanot Martorell  katalán író, híres regénye (1490) a Tirant lo Blanch († 1465)